# トゥオイチェー
トゥオイチェー （ベトナム語: Báo Tuổi Trẻ、報𢆫稚、意味は「若者」) は、 ホーチミン市を中心に刊行されているベトナムの新聞。 ベトナム国内で最も多く発行されている日刊新聞のひとつである。 本紙はベトナム共産党のホー・チ・ミン共産青年団 (ベトナム語: Đoàn Thanh niên Cộng sản Hồ Chí Minh）ホーチミン市支部の機関紙である。
日刊の「トゥオイチェー」、週刊の「トゥオイチェー週末版」、月2回刊の風刺雑誌「笑いのトゥオイチェー（Tuổi Trẻ Cười）」のほか、ベトナム語と英語で電子版を刊行している。

## 歴史
刊行開始は1975年9月2日（サイゴン陥落の4ヶ月後）だが、当初はホーチミン市の学生たちによる反米プロパガンダのビラのようなものであり、週3回発行であった。2000年9月1日に週4回発行に、2006年4月2日に毎日発行となった。

## 事務所
タンソンニャット空港にほど近い、ホーチミン市フーニャン区の本社のほか、ハノイ、ゲアン、ダナン、フエ、クイニョン、ダラット、ニャチャン、カントーの8都市に支部を持つ。

## 論調
BBCは論調を「革新派」と評している。ベトナム共産党当局とは幾度も衝突を起こしており、1991年の5月には「ホー・チ・ミンは若き日に中国人・曾雪明と結婚していた」との報道によって、編集長が解任されている。2000年には「ホーチミン市の若者は、ホー・チ・ミンよりビル・ゲイツのほうに憧れている」との調査結果を発表し、刊行物は当局によって破棄処分され、3人の編集者が制裁を受けた。